# Nucula annulata
Nucula annulata är en musselart som beskrevs av George Francis Hampson 1971. Nucula annulata ingår i släktet Nucula och familjen nötmusslor. Inga underarter finns listade i Catalogue of Life.